# Jeanne d'Arc (1928)
Jeanne d'Arc byla cvičná loď francouzského námořnictva, která svou velikostí a výzbrojí odpovídala lehkému křižníku. Ve službě byla v letech 1931–1964. Účastnila se bojů druhé světové války. Ve službě byla nahrazena stejnojmennou cvičnou lodí nové generace.

## Stavba

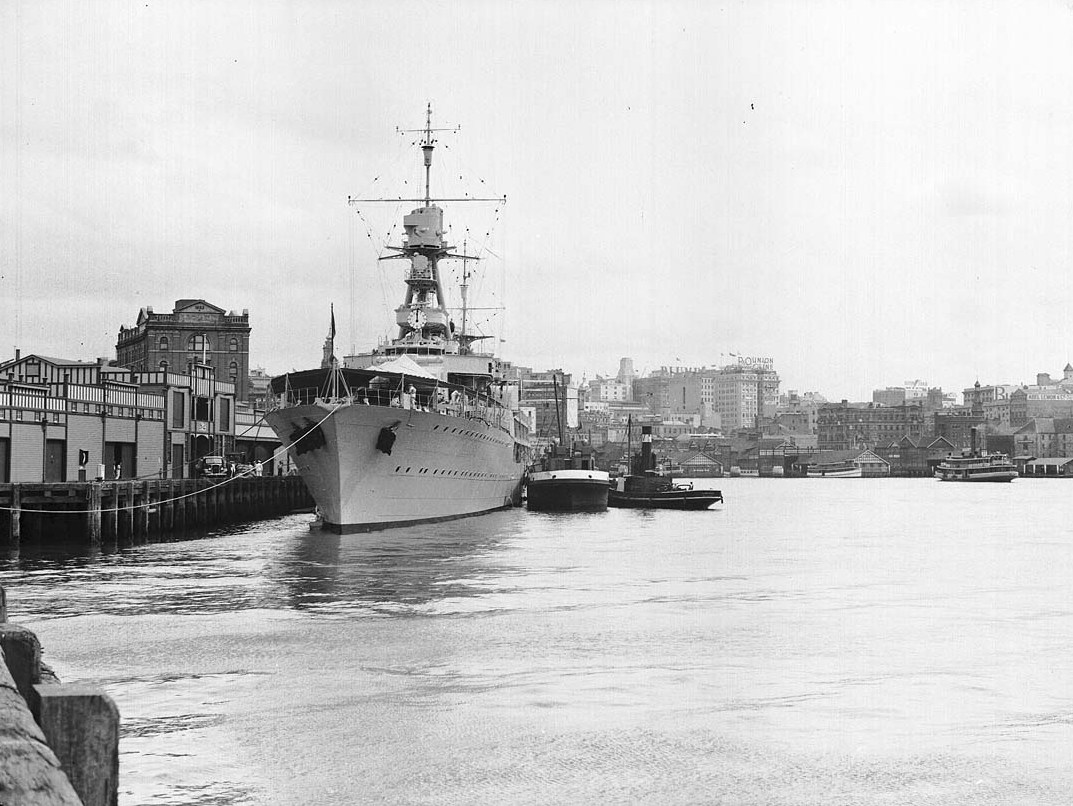
Jeanne d'Arc

Plavidlo postavila francouzská loděnice Ateliers et Chantiers de Saint-Nazaire Penhoët v Saint-Nazaire. Stavba byla zahájena 31. srpna 1928, dne 14. února 1930 bylo spuštěno na vodu a dne 14. září 1931 zařazeno do služby.

## Konstrukce
Původní výzbroj tvořilo osm 155mm kanónů ve dvoudělových věžích, které doplňovaly čtyři 75mm kanóny, čtyři 37mm kanóny, dvanáct 13,2mm kulometů a dva jednohlavňové 550mm torpédomety. Plavidlo také neslo dva hydroplány, ale nebylo vybaveno katapultem, takže musely startovat z mořské hladiny.
Pohonný systém tvořily čtyři kotle a dvě turbíny o výkonu 32 500 hp, pohánějící dva lodní šrouby. Nejvyšší rychlost dosahovala 25 uzlů. Dosah byl 5200 námořních mil při rychlosti 11 uzlů.

### Modernizace
Při modernizaci provedené za války v USA byly sejmuty torpédomety a změněno složení lehké výzbroje. Tu tvořilo osm 155mm kanónů, čtyři 75mm kanóny, šest 40mm kanónů a dvacet 20mm kanónů.

## Služba

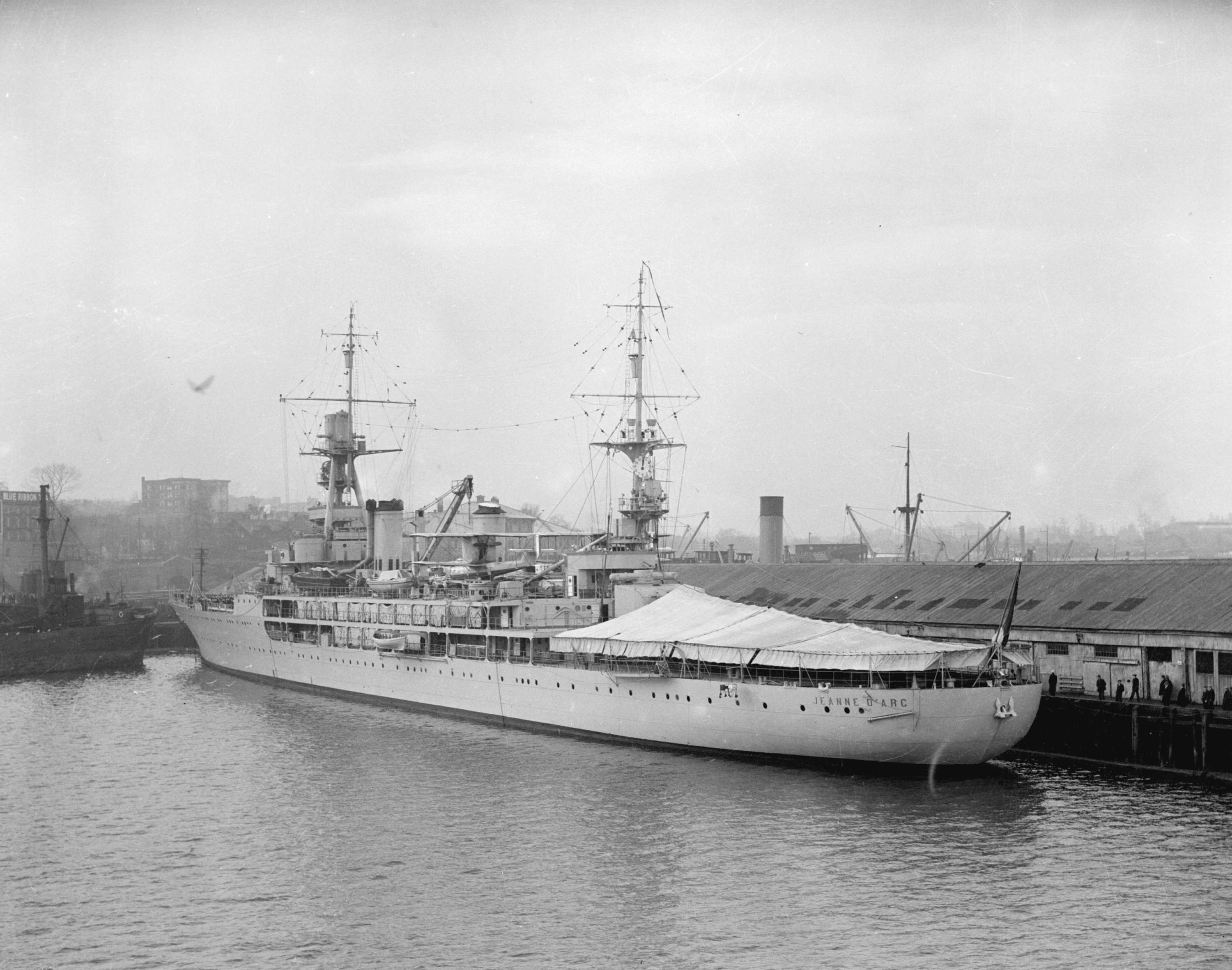
Jeanne d'Arc ve Vancouveru

V době kapitulace Francie v červnu 1940 křižník kotvil na Martiniku (byla zde také letadlová loď Béarn a lehký křižník Émile Bertin). Stejně jako ostatní francouzské lodi v oblasti zůstal věrný vládě ve Vichy a ke spojencům se opět připojil až v roce 1943, po zániku vichistického režimu. Následně byl modernizován a přezbrojen v USA. Poté operoval v námořnictvu Svobodných Francouzů. Podporoval například spojenecké vylodění v jižní Francii v srpnu 1944 (Operace Dragoon).
Křižník Jeanne d'Arc v pořádku přečkal zbytek války. V dalších letech dostal taktické číslo C605 a opět sloužil k výcviku. Sešrotován byl až v roce 1964. Ve službě ho nahradil cvičný vrtulníkový křižník stejného jména – Jeanne d'Arc (R97).